# 天祖神社 (練馬区田柄)
天祖神社（てんそじんじゃ）は東京都練馬区の神社。

## 概要
1598年（慶長3年）に創建された。上野伝五右衛門一行が伊勢神宮に参拝し、天照大御神を勧請して上野邸に祀ったのが起源である。その後、別に社殿を造営して上野邸から移し「神明宮」とした。1872年（明治5年）、「天祖神社」に改称した。
境内には「練馬村玉川上水分水紀念碑」など、様々な石碑がある。「練馬村玉川上水分水紀念碑」は、元々あった自然河川の田柄川に玉川上水の水を流して流量の増大を図ったことを記念する石碑である。

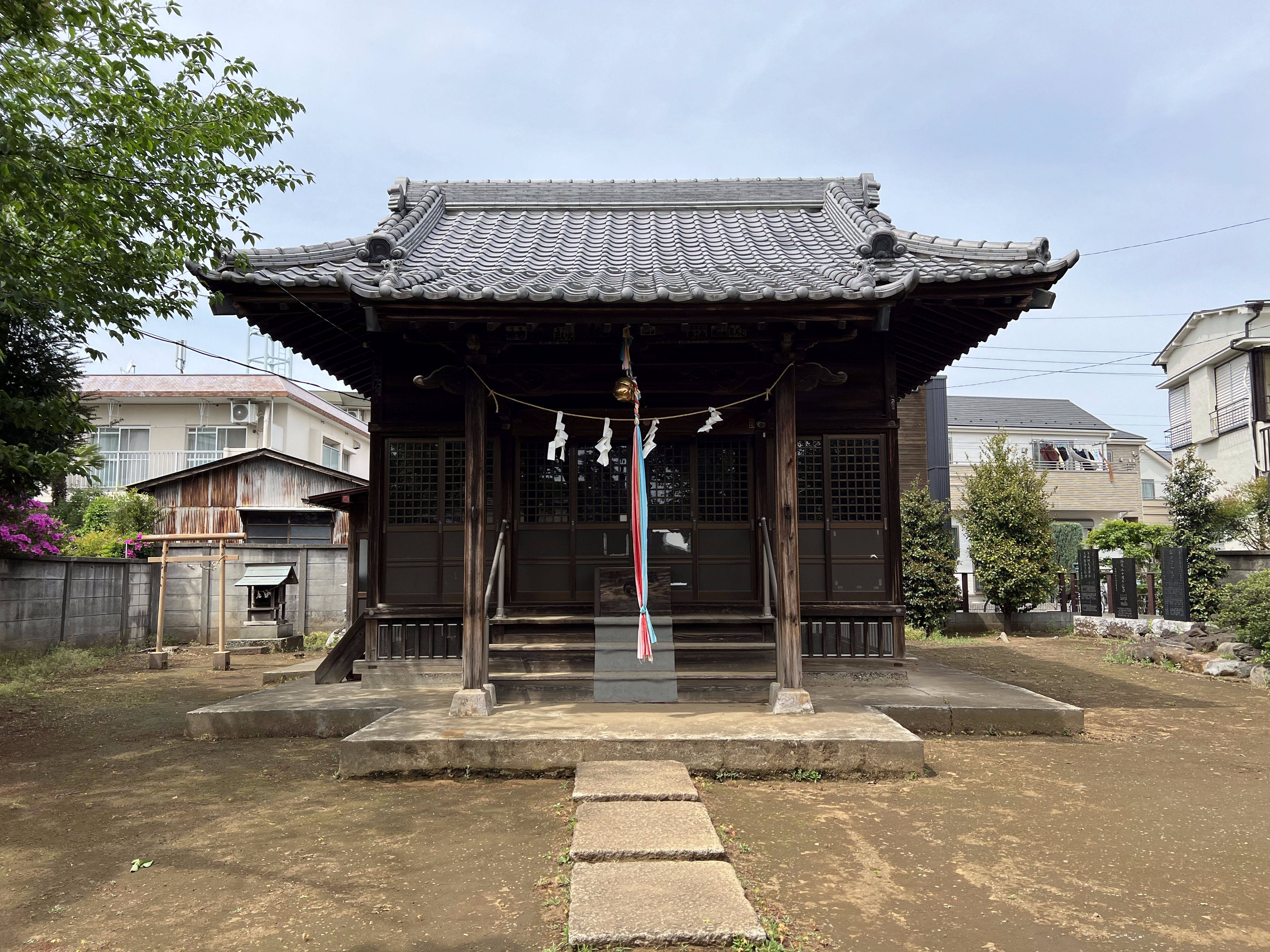
拝殿
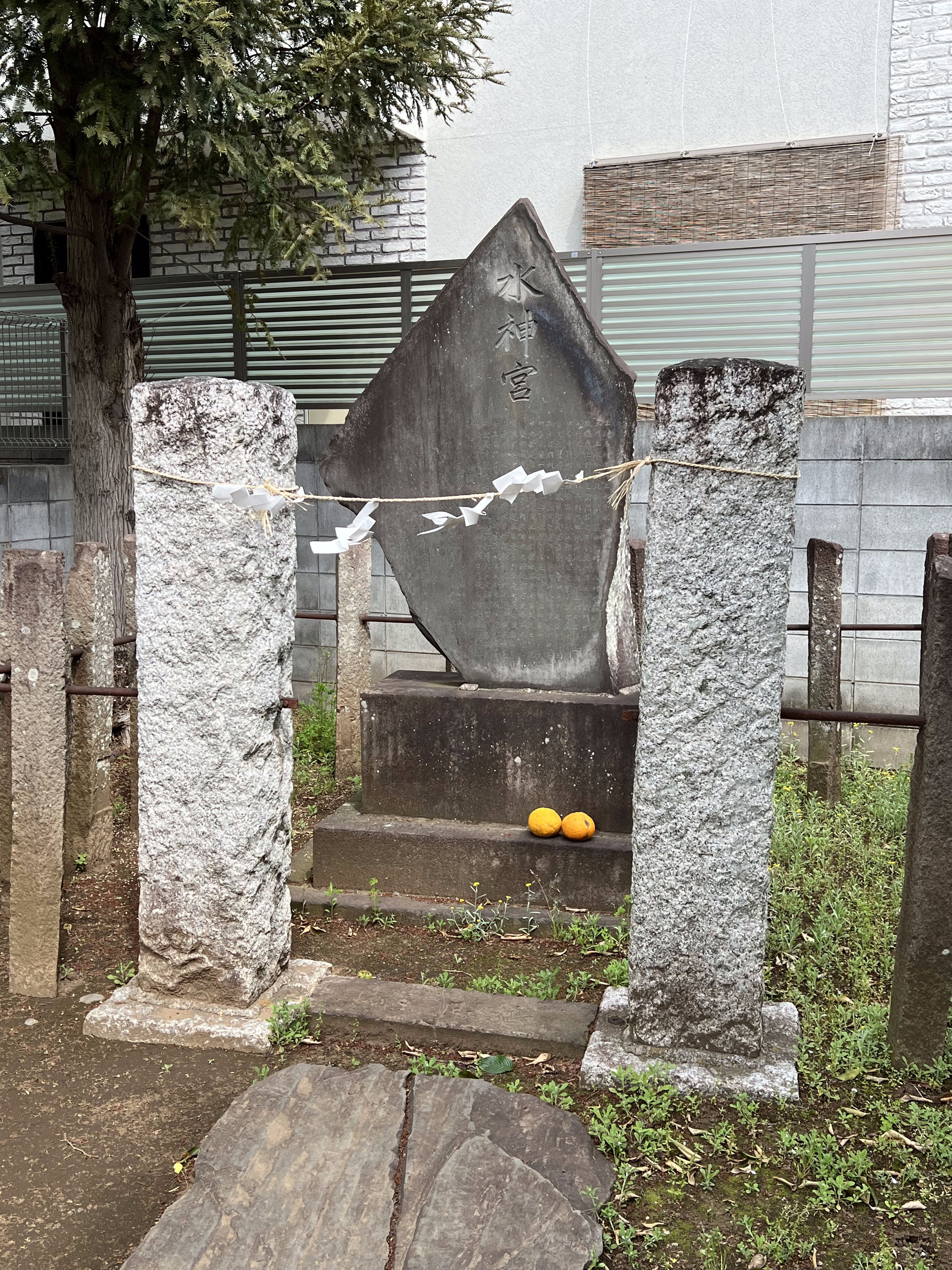
練馬村玉川上水分水紀念碑

## 交通アクセス
- 赤塚駅より徒歩13分。